# Boneh-ye Ghalīm
Boneh-ye Ghalīm (persiska: بنه غلیم) är en ort i Iran.   Den ligger i provinsen Khuzestan, i den centrala delen av landet, 500 km sydväst om huvudstaden Teheran. Boneh-ye Ghalīm ligger 34 meter över havet och antalet invånare är 276.
Terrängen runt Boneh-ye Ghalīm är platt åt sydväst, men åt nordost är den kuperad.Runt Boneh-ye Ghalīm är det ganska tätbefolkat, med 80 invånare per kvadratkilometer. Närmaste större samhälle är Tak Takū, 17,4 km nordväst om Boneh-ye Ghalīm. Trakten runt Boneh-ye Ghalīm är ofruktbar med lite eller ingen växtlighet.